# Isabelle Corey
Isabelle Corey  (n. 29 mai 1939, Metz, Franța – d. 6 februarie 2011, Crozon, Bretagne, Franța)  a fost o actriță de fim franceză. Printre cele mai cunoscute filme ale sale se numără Patima riscului (1956), Și Dumnezeu a creat femeia (1956) și Adorabile și mincinoase (1958). 

## Biografie
Corey a început în modă la vârsta de 16 ani. Fotografiile ei au apărut în revistele Jardin des Modes, Elle și Madame Figaro.
Descoperită la 16 ani de Jean-Pierre Melville, Isabelle Corey a avut o scurtă carieră în cinematografie: a apărut în șaptesprezece filme franceze și italiene între 1956 și 1961.
După roluri în filme precum Și Dumnezeu a creat femeia (Roger Vadim, 1956), s-a mutat la Roma și și-a continuat cariera de film în Italia. Acolo a lucrat cu producători, regizori și actori precum Mauro Bolognini, Vittorio De Sica, Nino Manfredi, Marcello Mastroianni, Alberto Sordi, Roberto Rossellini și Dino De Laurentiis.
Corey a decedat în Crozon în 2011.

## Filmografie

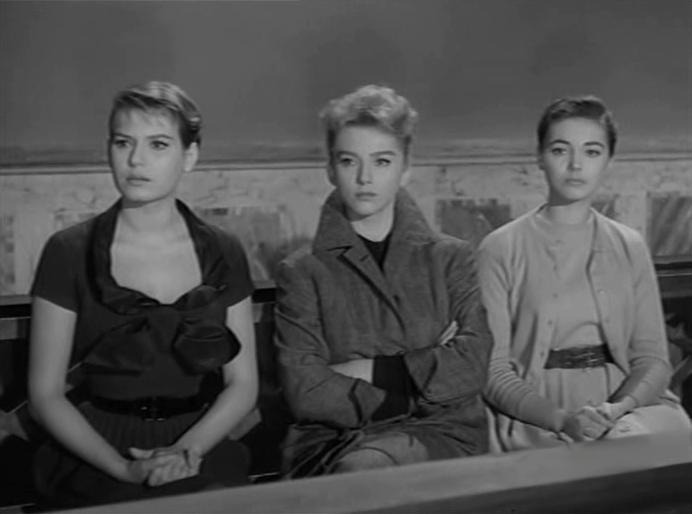
Isabelle Corey, Eloisa Cianni și Ingeborg Schöner într-o scenă din filmul Adorabile și mincinoase (1958)

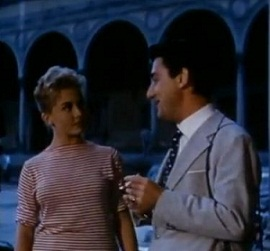
Isabelle Corey în filmul Souvenir d'Italie

- 1956 Patima riscului (Bob le flambeur), regia Jean-Pierre Melville
- 1956 Și Dumnezeu a creat femeia (Et Dieu... créa la femme), regia Roger Vadim
- 1957 La ragazza della salina (Harte Männer heisse Liebe), regia František Čáp
- 1957 Souvenir d'Italie, regia Antonio Pietrangeli
- 1957 Vacanze a Ischia, regia Mario Camerini
- 1958 Giovani mariti, regia Mauro Bolognini
- 1958 Amore a prima vista, regia Franco Rossi
- 1958 Adorabile și mincinoase (Adorabili e bugiarde), regia di Nunzio Malasomma
- 1958 Afrodite, dea dell'amore, regia Mario Bonnard
- 1959 Giuditta e Oloferne, regia Fernando Cerchio
- 1959 L'amico del giaguaro, regia Giuseppe Bennati
- 1960 La giornata balorda, regia Mauro Bolognini
- 1960 Vacanze in Argentina, regia Guido Leoni
- 1961 L'ultimo dei Vikinghi, regia Giacomo Gentilomo
- 1961 Vanina Vanini, regia Roberto Rossellini
- 1961 Il gladiatore invincibile, regia Alberto De Martino, Antonio Momplet